# SV Kaiserwald Riga
Maillots
Le Sport-Verein Kaiserwald Riga, plus couramment abrégé en Kaiserwald Riga (en letton : Ķeizarmežs Rīga), est un ancien club letton de football fondé en 1909 et disparu en 1934, et basé à Riga, la capitale du pays.
Il était traditionnellement le club de la communauté allemande de Riga (les trois couleurs du club, blanc, noir et rouge étant les couleurs de l'empire allemand).

## Histoire
Troisième plus ancien club de Lettonie (après le Britannia et l'Union Riga fondés en 1907), le club est créé en 1909 alors que la Lettonie fait encore partie de l'empire russe. Il participe un an après sa création à la Ligue de Riga en 1910 (qu'elle remporte en 1912 et 1913), première compétition officielle de football dans la région.
En 1912, le club est la première équipe lettone à disputer un match international (défaite 9-1 contre l'équipe de Finlande olympique).
En raison de la première Guerre mondiale, le club cesse toute activité, et ne reprend qu'en 1920, après l'indépendance du pays. 
Le SV Kaiserwald Riga fait partie des clubs historiques participant à la première tentative de championnat officielle de football dans le pays en 1921, où Kaiserwald est la première place du championnat au moment de l'interruption du championnat à cause de l'hiver très rigoureux cette année-là.
L'année suivante en 1922, le club remporte le premier championnat de Lettonie de football officiel (victoire en finale sur le FK JKS), avant de réitérer l'année suivante en 1923 (victoire en finale sur le RFK Riga).
En 1924, après deux journées de championnat, le club se retire du championnat à cause de la décision de la fédération lettone d'exclure du championnat tous les joueurs non-lettons (la plupart des joueurs du SV Kaiserwald étant étrangers, la plupart allemands, mais également quelques Polonais, Britanniques et Néerlandais). Le club retrouve le championnat l'année suivante sans aucun joueur étranger mais ne parvient à obtenir qu'une 5e place (sur six équipes) dans le groupe de Riga.
Le club se retire d'une nouvelle fois en 1926, avant d'être refondé dans les années 1930, mais disparaît à nouveau définitivement en 1934.

## Palmarès
| \| - Championnat de Lettonie (2) : - Champion : 1922 et 1923. - Coupe de Lettonie (2) : - Vainqueur : 1912 et 1913. \| \| - Ligue de Riga (2) : - Champion : 1912 et 1913. \| |  |                                                  |
| - Championnat de Lettonie (2) : - Champion : 1922 et 1923. - Coupe de Lettonie (2) : - Vainqueur : 1912 et 1913.                                                              |  | - Ligue de Riga (2) : - Champion : 1912 et 1913. |

## Personnalités du club

### Entraîneurs du club
- Kārlis Verkentīns

### Joueurs notables du club
- Alfrēds Plade
- Arvīds Graupners
- Arvīds Plade
- Kurts Plade
- Ludvigs Maršics
- Teodors Plade
- Valdis Plade
- Voldemārs Plade
- Česlavs Stančiks